# Scholastica
Scholastica (ca. 480 - 543) is geboren in Nursia, het huidige Norcia in Italië. Ze was een zuster van de heilige Benedictus van Nursia. Op jonge leeftijd trad ze in in het klooster van Roccabotte in Subiaco. Vervolgens stichtte ze zelf een klooster in Plumbariola in de buurt van Monte Cassino. Ze zag Benedictus altijd een keer in het jaar en trad op als zijn geestelijke lerares. Volgens de legende zoals verteld door Gregorius de Grote in diens Dialogen vroeg Scholastica haar broer bij hun laatste ontmoeting, in een woning halverwege hun beider kloosters, om wat langer te blijven daar zij het met hem over de hemelse vreugden wilde hebben. Toen Benedictus weigerde, barstte Scholastica uit in gebeden en tranen die een dusdanig hevig onweer veroorzaakten dat haar broer gedwongen was de hele nacht te blijven. Drie dagen later overleed zij.
Scholastica wordt in de kunst afgebeeld in de kleding van een benedictines. Op haar schouder of boven haar hoofd zit of vliegt een duif. Dat is omdat Benedictus bij haar dood haar ziel zag wegvliegen in de vorm van een duif. Zij wordt stervende afgebeeld en wordt door een of meer engelen ondersteund. Haar andere attributen zijn: een (regel)boek, een lelie en een of meer palmen. Ze werd als beschermheilige aangeroepen tegen onweer en hevige regen.
Scholastica's naamdag is 10 februari.

## Fotogalerij

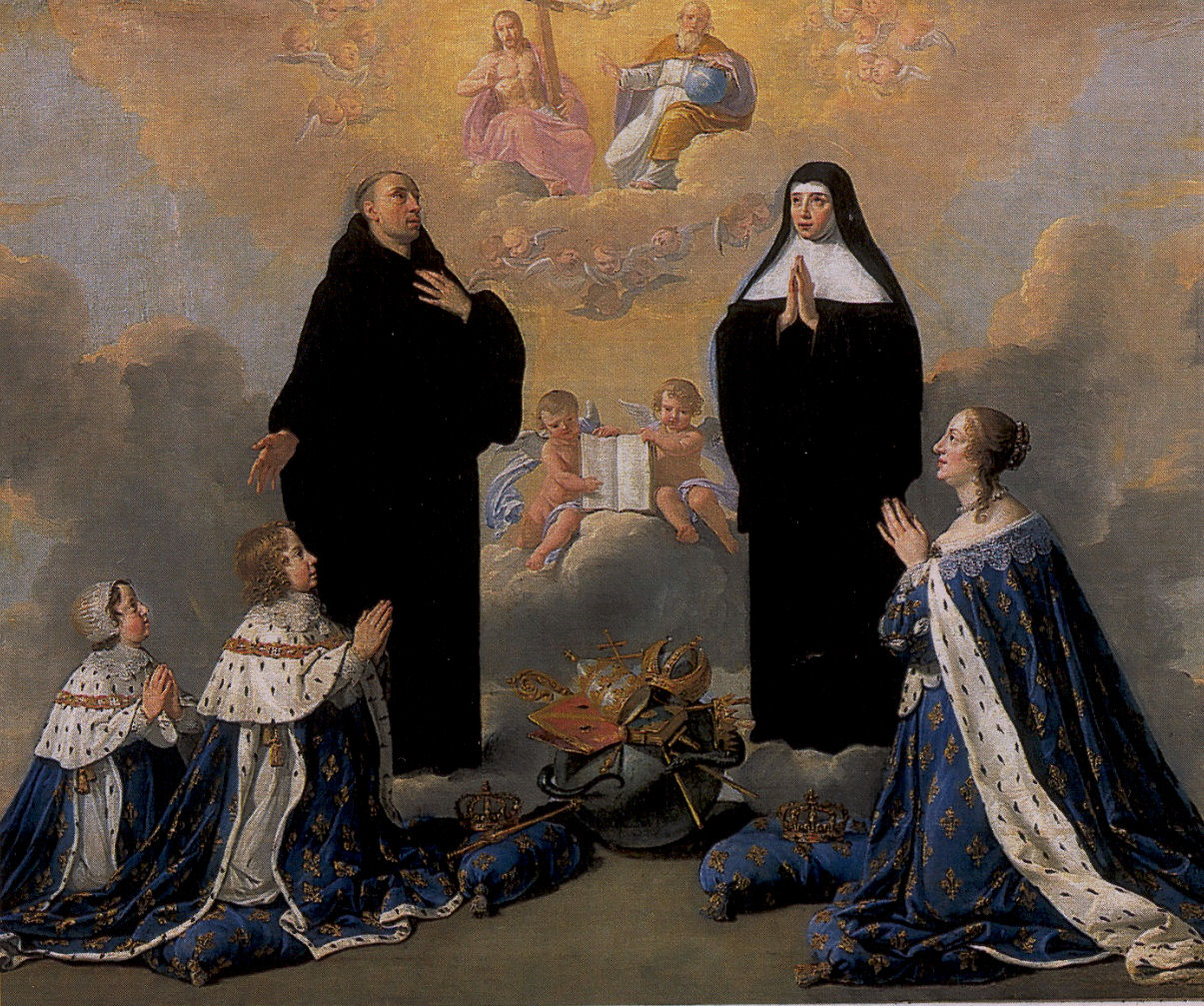
Anna van Oostenrijk smeekt met haar kinderen de zegen van Benedictus en Scholastica af, Philippe de Champaigne
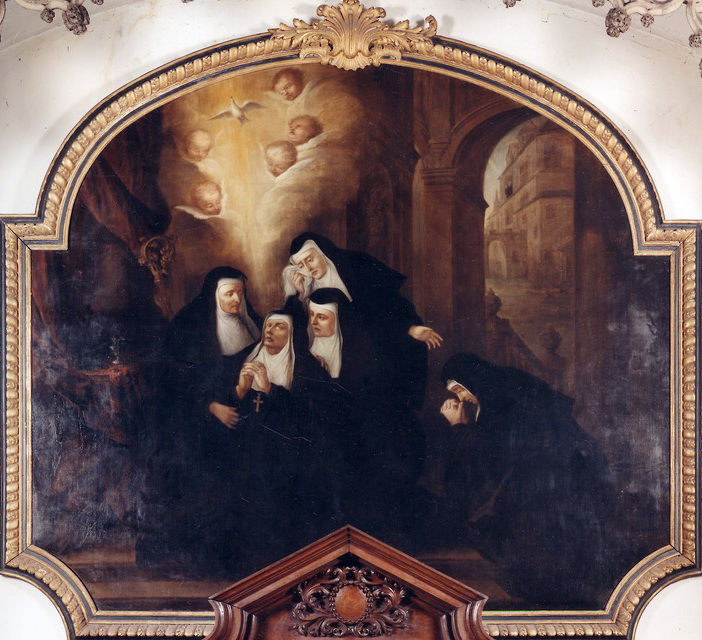
De dood van de heilige Scolastica, Paul-Joseph Delcloche